# Família Viader
Els Viader constitueixen una saga de metges i farmacèutics els orígens dels quals es remunten al segle XVII, segons la primera documentació personal i professional disponible, coincidint en el temps de Newton, Leibniz i altres figures del naixement de la ciència moderna europea. Es tracta d'una dinasta històrica singular que perdura fins a l'actualitat. Els seus membres comparteixen una inquietud científica i professional, incorporant en cada moment històric les darreres innovacions als seus respectius camps, gràcies a les seves connexions internacionals.
Una de les característiques distintives dels Viader ha estat la combinació del rigor científic amb una vocació de servei i un fort compromís social. L'esperit emprenedor que recorre Europa a partir del segle XIX arribarà també a Catalunya a través dels Viader i altres innovadors, que van exercir l'emprenedoria com a motor de progrés social.

## Genealogia
Els primers registres documentals de la família Viader daten de 1680 i mostren una vinculació continuada amb la ciència de la salut. En vuit generacions hi ha hagut cinc metges i vuit farmacèutics. Dues generacions de metges van coincidir amb dues de farmacèutics, de manera que es parla de vuit o deu generacions segons el criteri emprat.
La primera generació coneguda és la de Pau Viader Pagès nascut el 1630, que es va casar amb Anna Fàbregas Bofill, originària de Parets d'Empordà (Girona). El llinatge es va establir a Santa Coloma de Farners, va passar per Girona i es va estendre fins a Sant Sadurní d'Anoia. D'aquesta línia, Josep Viader Fàbregas (n. 1680) fou el primer metge. El seu fill, Josep Viader Arbill (n. 1726), també fou metge. Aquest es va casar amb Júlia Payrachs, on desconeixen si tenia vincle familiar amb el mestre apotecari, Salvador Pou Payrachs. D'aquest matrimoni sorgí Josep Anton Viader Payrachs (n. 1756) destacà com a metge i autor de diverses publicacions; forma part del nomenclàtor de metges il·lustres de Catalunya. Josep Anton va casar-se quatre vegades, del seu matrimoni amb Eudalda Seguí Sastre nasqueren quatre fills: Salvador, Eudalda, Josepa i Narcís. Salvador exercir com a metge a Santa Coloma de Farners, mentre que el Narcís, nascut el 1800, exercir la professió de farmacèutic.
Narcís Viader Seguí s'establí a la ciutat de Sant Sadurní d'Anoia el 1826 després d'haver adquirit la farmàcia de la vídua Millet, moment en què s'inaugura la línia farmacèutica dels Viader. Amb la seva esposa Josefa Janer Mascaró tingueren diversos fills, entre ells Lluís, Eduard, els dos farmacèutics, i Josep, el metge. D'entre aquests germans, el qui destacar fou Anton Viader Janer (n. 1836), qui es casar amb Concepció Escayolia i tingueren a Narcís Viader Escayola, nascut el 1884, farmacéutic i fundador d'un laboratori d'anàlis. Viader Escayola contragué matrimoni amb Eulàlia Font Rigol, del matrimoni nasqueren tres fills, els dos primers, l'Antoni i el Narcís, ocuparen el lloc de farmacèutics, mentre que Pere, el germà patit, morí quan estava realitzant els estudis del quart curs de medicina.
Del matrimoni entre Narcís Viader Font i Mercè Guixà Pradell, nasqué l'any 1948 l'últim membre del llinatge dedicat aquesta trajectòria de la farmàcia i la medicina catalana: Ramon Viader Guixà.
La família ha conservat al llarg de quatre segles un valuós i ric patrimoni   que actualment es troba recollit en el museu i la biblioteca Viader, a Sant Sadurní d'Anoia. Sens dubte, la família Viader ha estat formada per diferents metges i farmacèutics que han fet importants aportacions en la ciència de la salut, però també s'han compromès socialment en el seu entorn pel que fa a l'àmbit cultural, polític i econòmic.

## Museu Viader
El museu Viader acull un total de 1800 peces, les quals totes estan fotografiades, classificades i inventariades, les quals es poden visitar a través del museu virtual. Dins de la col·lecció hi ha botamens farmacèutics molt diversos on majoritàriament els albarels fabricats amb vidre i ceràmica són els més destacats, el més antic datat al segle XVIII. Nombroses ampolles de reactius de laboratori, matèries primeres farmacèutiques i medicaments oficials, fórmules magistrals. Del segle XX també hi ha conservat material de laboratori molt divers com poden ser els microscopis, fotocolorímetres, espectrofotòmetres, xeringa de vidre, un ample i variada col·lecció de densímetres, morters, balances, etc. Tot amb un molt bon estat de conservació.
Algunes de les peces poden veure's exposades a la vitrina dedicada a la família Viader ubicada al Museu d'Història de la Farmàcia Catalana a la Facultat de Farmàcia de la Universitat de Barcelona.
La biblioteca i l'arxiu formen un important patrimoni, tant pel nombre d'exemplars, però també pel significat i excepcional estat de conservació en què es troben la majoria dels documents. No obstant això, alguns llibres han hagut de ser restaurats degut a certes alteracions que impedien la seva consulta. Els documents de l'arxiu són claus per tal de testimoniar enllaços matrimonials, legats, judicis, nomenaments, graduacions i compra-venta de finques; documents que han sigut de gran ajuda per tal de descobrir la història de cada un dels membres de la família Viader i situar-los en el seu context històric. Aquesta col·lecció bibliogràfica ha sigut una gran font d'informació molt vàlida per a identificar, ordenar i classificar les peces del legat de la família.
El fons bibliogràfic del museu està constituït per 215 llibres anteriors a l'any 1850, 376 entre els anys 1850 i 1950, i 2900 llibres entre els anys 1950 i 2020. En total, aquesta biblioteca conté més de 3000 llibres que la converteix amb una gran font de caràcter particular en l'àmbit farmacèutic a Espanya.
Concretament, es tracta d'una biblioteca altament especialitzada que conté tant monografies com revistes, la majoria agrupades en volums i enquadernades expressament. Les principals matèries d'aquesta biblioteca són la farmàcia, la medicina, les anàlisis clínics i les ciències elementals principalment la química, però també la física i la botànica. Destacant així mateix, els llibres sobre bromatologia i, en especial, l'enologia i la viticultura, ja què les quatre últimes generacions de Viader van tenir l'enologia com a pràctica professional adjunta. La biblioteca alberga també nombrosos volums de filosofia, història, art i viatges.